# 아카데미상
아카데미상(영어: Academy Awards) 혹은 오스카(영어: the Oscars)는 미국의 영화 시상식이다. 주로 이 상은 영화 예술 과학 아카데미가 수여한다. 전년도에 발표된 미국의 영화 및 미국에서 상영된 외국 영화를 대상으로 우수한 작품과 그 밖의 업적에 대하여 매년 3월 둘째 일요일에 시상한다. 전 세계에서 열리는 영화 행사 중에서 최고 수준의 위상을 지닌 것으로 대우받는다.
2019년까지 2월 마지막 일요일(단, 동계 올림픽과 겹칠 경우에는 3월 첫 일요일)에 시상했으며, 시상 일자가 계속 변경되었다가 2023년부터 현재까지 3월 둘째 일요일에 시상식이 열린다.
그 동안 수상부문과 부문별 명칭은 여러 차례 변동이 있어왔다. 이를테면 제83회 아카데미상에서는 모두 24개 부문의 경쟁부문 시상식과 2개 부문의 특별명예상 시상식이 있었다.

## 역사

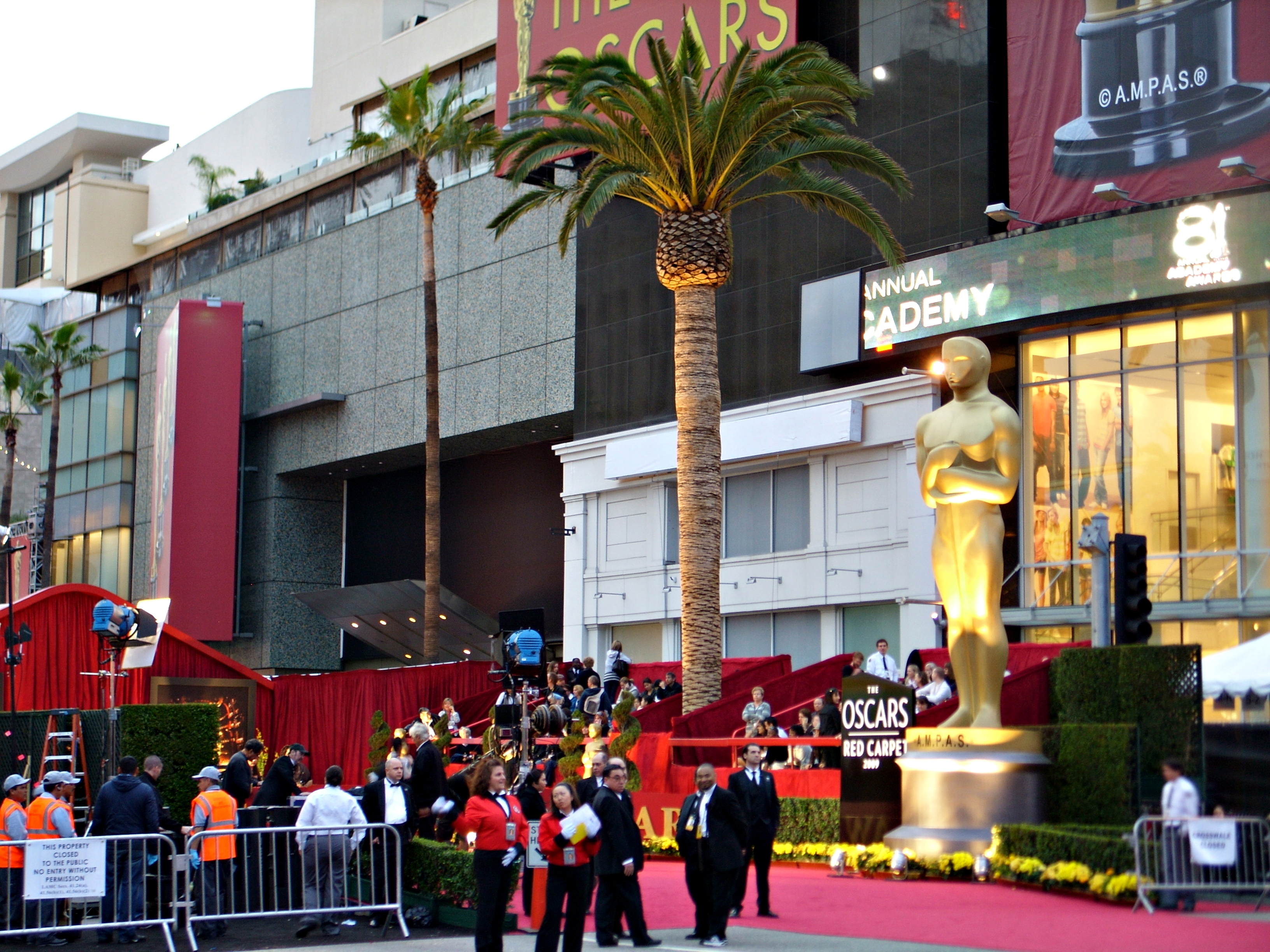
제81회 아카데미상

1927년 영화사 메트로 골드윈 메이어(MGM, Metro-Goldwyn-Mayer's) 사의 사장인 루이스 메이어는 자택에서 파티를 개최했다. 그리고 이 파티에서 영화 협회의 필요성과 영화인 상을 만들어야 하는 이유를 설파했다.
제1회 아카데미상 시상식은 1929년 5월 16일 할리우드의 루즈벨트 호텔에서 270여 명의 영화계 관계자들이 참석한 가운데 약 15분간 거행되었다. 첫번째 아카데미상은 고작 20여 명의 멤버로 구성된 위원회가 12개 부문의 수상작을 선출하였고, 한 해의 작품을 아우르는 지금과는 달리 1927년과 1928년도의 2년 동안 제작된 영화를 대상으로 심사하였다. 시상식 입장권 가격은 5달러였는데 이를 오늘날 (2019년)의 가치로 환산하면 약 74달러에 달한다. 비교적 조촐한 규모였던 아카데미 시상식은 그로부터 불과 3년 후인 1932년에는 100명의 위원들이 선출에 임하는 대규모 시상식으로 성장하였다.
제1회 아카데미상 수상자는 시상식 석 달 전에 미리 언론에 공개되었다. 이는 1930년 제2회 아카데미상부터 시상식 당일 밤 11시에 각 언론사에 결과를 일제히 배포하는 방식으로 변경되어 약 10여년간 유지되었다. 그러나 1940년 로스앤젤레스 타임스가 시상식이 거행되기도 전에 수상자를 발표하는 사건이 벌어지면서, 이듬해 1941년부터 아카데미 측이 수상자의 이름을 일절 선공개하지 않는 방식으로 바뀌어 오늘에 이르고 있다.
처음 15년간은 루즈벨트 호텔에서 거행되다가 1944년부터 극장 상영에 이익이 되도록 시상식을 극장에서 거행하였고, 1969년부터는 LA 카운티 뮤직 센터 '도로시 챈들러 파빌론'에서 거행되었다. 이후 1988년부터는 슈라인 오디토리움(Shrine Civic Auditorium)과 번갈아가며 진행되었으며, 2002년에 할리우드에 코닥 극장에서 아카데미 전용 시상식장으로 사용되었다. 2013년부터는 코닥 극장의 명칭이 돌비 극장으로 바뀌어 진행된다.
1953년 시상식부터는 NBC-TV에서 최초로 방송 전파를 탔으며, 현재는 ABC-TV에서 방영하고 있다. 1957년 제29회 아카데미상부터는 아카데미 국제영화상 부문이 추가되어 비영어권 영화도 시상하기 시작하였고, 2002년 제74회 아카데미상부터는 단편 부문만 존재하였던 애니메이션 영화에 장편 애니메이션 작품상 부문이 추가되었다. 한편으로 시상식의 마지막 발표는 항상 아카데미 작품상이 장식하는데 이는 1973년부터 도입된 구성이다.

## 중계 방송사
| 년도   | 미국 방송사 | 한국 방송사 (실황 현지 중계) |
| ------ | ----------- | ---------------------------- |
| 1970년 | ABC         | TBC                          |
| 1971년 | ABC         | TBC                          |
| 1972년 | ABC         | TBC                          |
| 1973년 | ABC         | TBC                          |
| 1974년 | ABC         | TBC                          |
| 1975년 | ABC         | TBC                          |
| 1976년 | ABC         | TBC                          |
| 1977년 | ABC         | TBC                          |
| 1978년 | ABC         | TBC                          |
| 1979년 | ABC         | TBC                          |
| 1980년 | ABC         | TBC                          |
| 1982년 | ABC         | KBS 1TV                      |
| 1983년 | ABC         | KBS 1TV                      |
| 1984년 | ABC         | KBS 1TV                      |
| 1985년 | ABC         | KBS 1TV                      |
| 1986년 | ABC         | KBS 1TV                      |
| 1987년 | ABC         | KBS 1TV                      |
| 1988년 | ABC         | KBS 2TV                      |
| 1989년 | ABC         | KBS 1TV                      |
| 1991년 | ABC         | KBS 1TV                      |
| 1992년 | ABC         | KBS 1TV                      |
| 1993년 | ABC         | KBS 1TV                      |
| 1994년 | ABC         | KBS 1TV                      |
| 1995년 | ABC         | DCN                          |
| 1996년 | ABC         | DCN                          |
| 1997년 | ABC         | DCN                          |
| 1998년 | ABC         | DCN                          |
| 1999년 | ABC         | DCN                          |
| 2000년 | ABC         | OCN                          |
| 2001년 | ABC         | OCN                          |
| 2002년 | ABC         | OCN                          |
| 2003년 | ABC         | OCN                          |
| 2004년 | ABC         | OCN                          |
| 2005년 | ABC         | OCN                          |
| 2006년 | ABC         | OCN                          |
| 2007년 | ABC         | OCN                          |
| 2008년 | ABC         | OCN                          |
| 2011년 | ABC         | 채널CGV                      |
| 2012년 | ABC         | 채널CGV                      |
| 2013년 | ABC         | 채널CGV                      |
| 2014년 | ABC         | 채널CGV                      |
| 2015년 | ABC         | 채널CGV                      |
| 2016년 | ABC         | 채널CGV                      |
| 2017년 | ABC         | 채널CGV                      |
| 2018년 | ABC         | 채널CGV                      |
| 2019년 | ABC         | TV조선                       |
| 2020년 | ABC         | TV조선                       |
| 2021년 | ABC         | TV조선                       |
| 2022년 | ABC         | TV조선                       |
| 2023년 | ABC         | OCN                          |
| 2024년 | ABC         | OCN, tvN                     |
| 2025년 | ABC         | OCN                          |

## 시상 부문

### 현재의 시상 부문
- 작품상 (Best Picture) : 1927년부터
- 감독상 (Best Director) : 1927년부터
- 남우주연상 (Best Actor in a Leading Role) : 1927년부터
- 여우주연상 (Best Actress in a Leading Role) : 1927년부터
- 남우조연상 (Best Actor in a Supporting Role) : 1936년부터
- 여우조연상 (Best Actress in a Supporting Role): 1936년부터
- 각본상 (Best Writing - Original Screenplay) : 1940년부터
- 각색상 (Best Writing - Adapted Screenplay) : 1927년부터
- 촬영상 (Best Cinematography) : 1927년부터
- 미술상 (Best Art Direction (1927~2011), Best Production Design(2012~)) : 1927년부터
- 의상상 (Best Costume Design): 1948년부터
- 편집상 (Best Film Editing) : 1935년부터
- 시각효과상 (Best Visual Effects): 1939년부터
- 분장상 (Best Makeup (1981~2011), Best Makeup and Hairstyling (2012~)) : 1981년부터
- 주제가상 (Best Original Song) : 1934년부터
- 음악상 (Best Original Score) : 1934년부터
- 국제영화상 (Best International Feature Film) : 1957년부터
- 단편영화상 (Best Live Action Short Film) : 1931년부터
- 장편 애니메이션 작품상 (Best Animated Feature) : 2001년부터
- 단편 애니메이션 작품상 (Best Animated Short Film) : 1931년부터
- 장편 다큐멘터리 영화상 (Best Documentary Feature) : 1943년부터
- 단편 다큐멘터리 영화상 (Best Documentary Short Subject) : 1941년부터
- 음향상 (Best Sound Mixing (1930~2020), Best Sound (2021~)) : 1930년부터

### 현재의 특별상 부문
- 공로상 (Academy Honorary Award) : 1929년부터
- 과학기술상 (Academy Scientific and Technical Award) : 1931년부터
- 고든 E. 소이어상 (Gordon E. Sawyer Award) : 1981년부터
- 진 허숄트 박애상 (Jean Hersholt Humanitarian Award) : 1956년부터
- 어빙 솔버그상 (Irving G. Thalberg Memorial Award) : 1938년부터

## 역대 주요 부문 수상
| 회수 | 개최일자         | 작품상                             | 감독상                                                                  | 남우주연상                                                    | 여우주연상                                                  |
| ---- | ---------------- | ---------------------------------- | ----------------------------------------------------------------------- | ------------------------------------------------------------- | ----------------------------------------------------------- |
| 1    | 1929년 3월 16일  | 《윙스》                           | 루이스 마일스톤 《두명의 아라비안 기사》 프랭크 보제이기 《제7의 천국》 | 에밀 야닝스 《마지막 명령》                                   | 재닛 가이너 《제7의 천국》                                  |
| 2    | 1930년 4월 3일   | 《브로드웨이 멜로디》              | 프랭크 로이드 《정염의 미녀》                                           | 워너 박스터 《인 올드 애리조나》                              | 메리 픽퍼드 《코퀘트》                                      |
| 3    | 1930년 11월 5일  | 《서부 전선 이상 없다》            | 루이스 마일스톤 《서부 전선 이상 없다》                                 | 조지 아리스 《디즈레일리》                                    | 노마 시어러 《이혼녀》                                      |
| 4    | 1931년 11월 10일 | 《시마론》                         | 노만 토로그 《스키피》                                                  | 라이어널 배리모어 《자유로운 영혼》                           | 마리 드레슬러 《민 앤 빌》                                  |
| 5    | 1932년 11월 18일 | 《그랜드 호텔》                    | 프랭크 보제이기 《나쁜 여자》                                           | 프레더릭 마치 《지킬 박사와 하이드씨》 월리스 비어리 《챔프》 | 헬렌 헤이어스 《마델론의 비극》                             |
| 6    | 1934년 3월 16일  | 《캐벌케이드》                     | 프랭크 로이드 《카발케이드》                                            | 찰스 로튼 《헨리8세의 사생활》                                | 캐서린 헵번 《모닝 글로리》                                 |
| 7    | 1935년 2월 27일  | 《어느날 밤에 생긴 일》            | 프랑크 캐프라 《어느날 밤에 생긴 일》                                   | 클라크 게이블 《어느날 밤에 생긴 일》                         | 클로데트 콜베르 《어느날 밤에 생긴 일》                     |
| 8    | 1936년 3월 5일   | 《바운티호의 반란》                | 존 포드 《밀고자》                                                      | 빅터 매클래글렌 《밀고자》                                    | 베티 데이비스 《데인저러스》                                |
| 9    | 1937년 3월 4일   | 《위대한 지그펠트》                | 프랭크 캐프라 《디즈씨 도시에 가다》                                    | 폴 무니 《루이 파스퇴르 이야기》                              | 루이스 라이너 《위대한 지그펠트》                           |
| 10   | 1938년 3월 10일  | 《에밀 졸라의 생애》               | 리오 매케리 《이혼 소동》                                               | 스펜서 트레이시 《캡틴 커리지》                               | 루이스 라이너 《대지》                                      |
| 11   | 1939년 2월 23일  | 《우리들의 낙원》                  | 프랭크 캐프라 《우리들의 낙원》                                         | 스펜서 트레이시 《보이 타운》                                 | 베티 데이비스 《지저벨》                                    |
| 12   | 1940년 2월 29일  | 《바람과 함께 사라지다》           | 빅터 플레밍 《바람과 함께 사라지다》                                    | 로버트 도낫 《굿바이 미스터 칩스》                            | 비비언 리 《바람과 함께 사라지다》                          |
| 13   | 1941년 2월 27일  | 《레베카》                         | 존 포드 《분노의 포도》                                                 | 제임스 스튜어트 《필라델피아 스토리》                         | 진저 로저스 《키티 포일》                                   |
| 14   | 1942년 2월 26일  | 《나의 계곡은 푸르렀다》           | 존 포드 《나의 계곡은 푸르렀다》                                        | 게리 쿠퍼 《요크 상사》                                       | 조앤 폰테인 《서스피션》                                    |
| 15   | 1943년 3월 4일   | 《미니버 부인》                    | 윌리엄 와일러 《미니버 부인》                                           | 제임스 캐그니 《양키 두들 댄디》                              | 그리어 가슨 《미니버 부인》                                 |
| 16   | 1944년 3월 2일   | 《카사블랑카》                     | 마이클 커티즈 《카사블랑카》                                            | 폴 루커스 《워치 온 더 라인》                                 | 제니퍼 존스 《베르나데트의 노래》                           |
| 17   | 1945년 3월 15일  | 《나의 길을 가련다》               | 리오 매케리 《나의 길을 가련다》                                        | 빙 크로스비 《나의 길을 가련다》                              | 잉그리드 버그먼 《가스등》                                  |
| 18   | 1946년 3월 7일   | 《잃어버린 주말》                  | 빌리 와일더 《잃어버린 주말》                                           | 레이 밀런드 《잃어버린 주말》                                 | 조앤 크로퍼드 《밀드레드 피어스》                           |
| 19   | 1947년 3월 13일  | 《우리생애 최고의 해》             | 윌리엄 와일러 《우리 생애 최고의 해》                                   | 프레더릭 마치 《우리 생애 최고의 해》                         | 올리비아 드 하빌랜드 《투 이치 히스 원》                    |
| 20   | 1948년 3월 20일  | 《신사협정》                       | 엘리아 카잔 《신사협정》                                                | 로널드 콜먼 《이중생활》                                      | 로레타 영 《농부의 딸》                                     |
| 21   | 1949년 3월 24일  | 《햄릿》                           | 존 휴스턴 《시에라 마드레의 보물》                                      | 로런스 올리비에 《햄릿》                                      | 제인 와이먼 《자니 벨린다》                                 |
| 22   | 1950년 3월 23일  | 《모두가 왕의 부하들》             | 조지프 L. 맹키위츠 《세 부인》                                          | 브로더릭 크로퍼드 《모두가 왕의 부하들》                      | 올리비아 드 해빌랜드 《상속녀》                             |
| 23   | 1951년 3월 29일  | 《이브의 모든것》                  | 조지프 L. 맹키위츠 《이브의 모든 것》                                   | 호세 페레르 《시라노》                                        | 주디 홀리데이 《본 예스터데이》                             |
| 24   | 1952년 3월 20일  | 《파리의 미국인》                  | 조지 스티븐스 《태양의 장소》                                           | 험프리 보가트 《아프리카의 여왕》                             | 비비언 리 《욕망이라는 이름의 전차》                        |
| 25   | 1953년 3월 19일  | 《지상최대의 쇼》                  | 존 포드 《조용한 사나이》                                               | 게리 쿠퍼 《하이 눈》                                         | 셜리 부스 《사랑하는 시바여 돌아오라》                      |
| 26   | 1954년 3월 25일  | 《지상에서 영원으로》              | 프레드 지네만 《지상에서 영원으로》                                     | 윌리엄 홀든 《제17 포로수용소》                               | 오드리 헵번 《로마의 휴일》                                 |
| 27   | 1955년 3월 30일  | 《워터프론트》                     | 엘리아 카잔 《워터프론트》                                              | 말런 브랜도 《워터프론트》                                    | 그레이스 켈리 《갈채》                                      |
| 28   | 1956년 3월 21일  | 《마티》                           | 델버트 맨 《마티》                                                      | 어니스트 보그나인 《마티》                                    | 애나 마냐니 《장미문신》                                    |
| 29   | 1957년 3월 27일  | 《80일간의 세계일주》              | 조지 스티븐스 《자이언트》                                              | 율 브리너 《왕과 나》                                         | 잉그리드 버그먼 《아나스타샤》                              |
| 30   | 1958년 3월 26일  | 《콰이 강의 다리》                 | 데이비드 린 《콰이 강의 다리》                                          | 앨릭 기니스 《콰이 강의 다리》                                | 조앤 우드워드 《이브의 세 얼굴》                            |
| 31   | 1959년 4월 6일   | 《지지》                           | 빈센테 미넬리 《지지》                                                  | 데이비드 니븐 《갈라진 탁자》                                 | 수전 헤이워드 《나는 살고 싶다》                            |
| 32   | 1960년 4월 4일   | 《벤허》                           | 윌리엄 와일러 《벤허》                                                  | 찰턴 헤스턴 《벤허》                                          | 시몬 시뇨레 《꼭대기 방》                                   |
| 33   | 1961년 4월 17일  | 《아파트 열쇠를 빌려드립니다》     | 빌리 와일더 《아파트 열쇠를 빌려드립니다》                              | 버트 랭커스터 《엘머 갠트리》                                 | 엘리자베스 테일러 《버터필드 8》                            |
| 34   | 1962년 4월 9일   | 《웨스트 사이드 스토리》           | 로버트 와이즈/제롬 로빈스 《웨스트 사이드 스토리》                      | 막시밀리안 셸 《뉘른베르크의 재판》                           | 소피아 로렌 《두명의 여인》                                 |
| 35   | 1963년 4월 8일   | 《아라비아의 로렌스》              | 데이비드 린 《아라비아의 로렌스》                                       | 그레고리 펙 《알라바마 이야기》                               | 앤 밴크로프트 《여성의 기적》                               |
| 36   | 1964년 4월 13일  | 《톰 존스의 화려한 모험》          | 토니 리처드슨 《톰 존스의 화려한 모험》                                 | 시드니 포이티어 《들백합》                                    | 퍼트리샤 닐 《허드》                                        |
| 37   | 1965년 4월 5일   | 《마이 페어 레이디》               | 조지 큐커 《마이 페어 레이디》                                          | 렉스 해리슨 《마이 페어 레이디》                              | 줄리 앤드루스 《메리 포핀스》                               |
| 38   | 1966년 4월 18일  | 《사운드 오브 뮤직》               | 로버트 와이즈 《사운드 오브 뮤직》                                      | 리 마빈 《캣 벌루》                                           | 줄리 크리스티 《달링》                                      |
| 39   | 1967년 4월 10일  | 《사계절의 사나이》                | 프레드 지네만 《사계절의 사나이》                                       | 폴 스코필드 《사계절의 사나이》                               | 엘리자베스 테일러 《누가 버지니아 울프를 두려워하랴》       |
| 40   | 1968년 4월 10일  | 《밤의 열기 속으로》               | 마이크 니컬스 《졸업》                                                  | 로드 스타이거 《밤의 열기 속으로》                            | 캐서린 헵번 《초대받지 않은 손님》                          |
| 41   | 1969년 4월 14일  | 《올리버》                         | 캐럴 리드 《올리버》                                                    | 클리프 로버트슨 《찰리》                                      | 캐서린 헵번 《겨울의 사자》/바브라 스트라이잰드 《퍼니 걸》 |
| 42   | 1970년 4월 7일   | 《미드나잇 카우보이》              | 존 슐레진저 《미드나잇 카우보이》                                       | 존 웨인 《진실한 용기》                                       | 매기 스미스 《미스 진 브론디의 전성기》                     |
| 43   | 1971년 4월 8일   | 《패튼 대전차 군단》               | 프랭클린 J. 샤프너 《패튼 대전차 군단》                                 | 조지 C. 스콧 《패튼 대전차 군단》                             | 글렌다 잭슨 《사랑하는 여인들》                             |
| 44   | 1972년 4월 10일  | 《프렌치 커넥션》                  | 윌리엄 프레드킨 《프렌치 커넥션》                                       | 진 해크먼 《프렌치 커넥션》                                   | 제인 폰다 《콜걸》                                          |
| 45   | 1973년 3월 27일  | 《대부》                           | 밥 포스 《카바레》                                                      | 말런 브랜도 《대부》                                          | 라이자 미넬리 《카바레》                                    |
| 46   | 1974년 4월 2일   | 《스팅》                           | 조지 로이 힐 《스팅》                                                   | 잭 레몬 《호랑이를 구하라》                                   | 글렌다 잭슨 《주말의 사랑》                                 |
| 47   | 1975년 4월 8일   | 《대부2》                          | 프랜시스 포드 코폴라 《대부2》                                          | 아트 카니 《해리와 톤토》                                     | 엘런 버스틴 《앨리스는 이제 여기 살지 않는다》              |
| 48   | 1976년 3월 29일  | 《뻐꾸기 둥지 위로 날아간 새》     | 밀로시 포르만 《뻐꾸기 둥지 위로 날아간 새》                            | 잭 니컬슨 《뻐꾸기 둥지 위로 날아간 새》                      | 루이즈 플레처 《뻐꾸기 둥지 위로 날아간 새》                |
| 49   | 1977년 3월 28일  | 《록키》                           | 존 G. 아빌드슨 《록키》                                                 | 피터 핀치 《네트워크》                                        | 페이 던어웨이 《네트워크》                                  |
| 50   | 1978년 4월 3일   | 《애니 홀》                        | 우디 앨런 《애니 홀》                                                   | 리처드 드레이퍼스 《굿바이 걸》                               | 다이앤 키턴 《애니 홀》                                     |
| 51   | 1979년 4월 9일   | 《디어 헌터》                      | 마이클 치미노 《디어 헌터》                                             | 존 보이트 《귀향》                                            | 제인 폰다 《귀향》                                          |
| 52   | 1980년 4월 14일  | 《크레이머 대 크레이머》           | 로버트 벤턴 《크레이머 대 크레이머》                                    | 더스틴 호프먼 《크레이머 대 크레이머》                        | 샐리 필드 《노마 레이》                                     |
| 53   | 1981년 3월 31일  | 《보통 사람들》                    | 로버트 레드퍼드 《보통 사람들》                                         | 로버트 드 니로 《분노의 주먹》                                | 시시 스페이식 《광부의 딸》                                 |
| 54   | 1982년 3월 29일  | 《불의 전차》                      | 워런 비티 《레즈》                                                      | 헨리 폰다 《황금 연못》                                       | 캐서린 헵번 《황금 연못》                                   |
| 55   | 1983년 4월 11일  | 《간디》                           | 리처드 새뮤얼 애튼버러 《간디》                                         | 벤 킹즐리 《간디》                                            | 메릴 스트립 《소피의 선택》                                 |
| 56   | 1984년 4월 9일   | 《애정의 조건》                    | 제임스 L. 브룩스 《애정의 조건》                                        | 로버트 듀발 《텐더 머시스》                                   | 셜리 매클레인 《애정의 조건》                               |
| 57   | 1985년 3월 25일  | 《아마데우스》                     | 밀로스 포먼 《아마데우스》                                              | F. 머리 에이브러햄 《아마데우스》                             | 샐리 필드 《마음의 고향》                                   |
| 58   | 1986년 3월 24일  | 《아웃 오브 아프리카》             | 시드니 폴락 《아웃 오브 아프리카》                                      | 윌리엄 허트 《거미여인의 키스》                               | 제럴딘 페이지 《바운티풀 가는 길》                          |
| 59   | 1987년 3월 30일  | 《플래툰》                         | 올리버 스톤 《플래툰》                                                  | 폴 뉴먼 《컬러 오브 머니》                                    | 말리 매틀린 《작은 신의 아이들》                            |
| 60   | 1988년 4월 11일  | 《마지막 황제》                    | 베르나르도 베르톨루치 《마지막 황제》                                   | 마이클 더글러스 《월 스트리트》                               | 셰어 《문스트럭》                                           |
| 61   | 1989년 3월 26일  | 《레인 맨》                        | 배리 레빈슨 《레인 맨》                                                 | 더스틴 호프먼 《레인 맨》                                     | 조디 포스터 《피고인》                                      |
| 62   | 1990년 3월 26일  | 《드라이빙 미스 데이지》           | 올리버 스톤 《7월 4일생》                                               | 대니얼 데이루이스 《나의 왼발》                               | 제시카 탠디 《드라이빙 미스 데이지》                        |
| 63   | 1991년 3월 25일  | 《늑대와 춤을》                    | 케빈 코스트너 《늑대와 춤을》                                           | 제러미 아이언스 《행운의 반전》                               | 캐시 베이츠 《미저리》                                      |
| 64   | 1992년 3월 30일  | 《양들의 침묵》                    | 조너선 데미 《양들의 침묵》                                             | 앤서니 홉킨스 《양들의 침묵》                                 | 조디 포스터 《양들의 침묵》                                 |
| 65   | 1993년 3월 29일  | 《용서받지 못한 자》               | 클린트 이스트우드 《용서받지 못한 자》                                  | 알 파치노 《여인의 향기》                                     | 엠마 톰슨 《하워즈 엔드》                                   |
| 66   | 1994년 3월 21일  | 《쉰들러 리스트》                  | 스티븐 스필버그 《쉰들러 리스트》                                       | 톰 행크스 《필라델피아》                                      | 홀리 헌터 《피아노》                                        |
| 67   | 1995년 3월 27일  | 《포레스트 검프》                  | 로버트 저메키스 《포레스트 검프》                                       | 톰 행크스 《포레스트 검프》                                   | 제시카 랭 《블루 스카이》                                   |
| 68   | 1996년 3월 25일  | 《브레이브 하트》                  | 멜 깁슨 《브레이브 하트》                                               | 니컬러스 케이지 《라스베가스를 떠나며》                       | 수전 서랜던 《데드 맨 워킹》                                |
| 69   | 1997년 3월 24일  | 《잉글리쉬 페이션트》              | 앤서니 밍겔라 《잉글리쉬 페이션트》                                     | 제프리 러시 《샤인》                                          | 프랜시스 맥도먼드 《파고》                                  |
| 70   | 1998년 3월 23일  | 《타이타닉》                       | 제임스 캐머런 《타이타닉》                                              | 잭 니컬슨 《이보다 더 좋을 순 없다》                          | 헬렌 헌트 《이보다 더 좋을 순 없다》                        |
| 71   | 1999년 3월 21일  | 《셰익스피어 인 러브》             | 스티븐 스필버그 《라이언 일병 구하기》                                  | 로베르토 베니니 《인생은 아름다워》                           | 귀네스 팰트로 《셰익스피어 인 러브》                        |
| 72   | 2000년 3월 26일  | 《아메리칸 뷰티》                  | 샘 멘데스 《아메리칸 뷰티》                                             | 케빈 스페이시 《아메리칸 뷰티》                               | 힐러리 스왱크 《소년은 울지 않는다》                        |
| 73   | 2001년 3월 25일  | 《글래디에이터》                   | 스티븐 소더버그 《트래픽》                                              | 러셀 크로 《글래디에이터》                                    | 줄리아 로버츠 《에린 브로코비치》                           |
| 74   | 2002년 3월 24일  | 《뷰티풀 마인드》                  | 론 하워드 《뷰티풀 마인드》                                             | 덴절 워싱턴 《트레이닝 데이》                                 | 핼리 베리 《몬스터 볼》                                     |
| 75   | 2003년 3월 23일  | 《시카고》                         | 로만 폴란스키 《피아니스트》                                            | 에이드리언 브로디 《피아니스트》                              | 니콜 키드먼 《디 아워스》                                   |
| 76   | 2004년 2월 29일  | 《반지의 제왕: 왕의 귀환》         | 피터 잭슨 《반지의 제왕: 왕의 귀환》                                    | 숀 펜 《미스틱 리버》                                         | 샤를리즈 테론 《몬스터》                                    |
| 77   | 2005년 2월 27일  | 《밀리언 달러 베이비》             | 클린트 이스트우드 《밀리언 달러 베이비》                                | 제이미 폭스 《레이》                                          | 힐러리 스왱크 《밀리언 달러 베이비》                        |
| 78   | 2006년 3월 5일   | 《크래쉬》                         | 리안 《브로크백 마운틴》                                                | 필립 시모어 호프먼 《카포티》                                 | 리스 위더스푼 《앙코르》                                    |
| 79   | 2007년 2월 25일  | 《디파티드》                       | 마틴 스코세이지 《디파티드》                                            | 포리스트 휘터커 《라스트 킹》                                 | 헬렌 미렌 《더 퀸》                                         |
| 80   | 2008년 2월 24일  | 《노인을 위한 나라는 없다》        | 코언 형제 《노인을 위한 나라는 없다》                                   | 대니얼 데이루이스 《데어 윌 비 블러드》                       | 마리옹 코티야르 《라 비앙 로즈》                            |
| 81   | 2009년 2월 22일  | 《슬럼독 밀리어네어》              | 대니 보일 《슬럼독 밀리어네어》                                         | 숀 펜 《밀크》                                                | 케이트 윈슬렛 《더 리더》                                   |
| 82   | 2010년 3월 7일   | 《허트 로커》                      | 캐스린 비글로 《허트 로커》                                             | 제프 브리지스 《크레이지 하트》                               | 샌드라 불럭 《블라인드 사이드》                             |
| 83   | 2011년 2월 27일  | 《킹스 스피치》                    | 톰 후퍼 《킹스 스피치》                                                 | 콜린 퍼스 《킹스 스피치》                                     | 내털리 포트먼 《블랙 스완》                                 |
| 84   | 2012년 2월 26일  | 《아티스트》                       | 미셸 하자나비시우스 《아티스트》                                        | 장 뒤자르댕 《아티스트》                                      | 메릴 스트립 《철의 여인》                                   |
| 85   | 2013년 2월 24일  | 《아르고》                         | 리안 《라이프 오브 파이》                                               | 대니얼 데이루이스 《링컨》                                    | 제니퍼 로렌스 《실버라이닝 플레이북》                       |
| 86   | 2014년 3월 2일   | 《노예 12년》                      | 알폰소 쿠아론 《그래비티》                                              | 매슈 매코너헤이 《달라스 바이어스 클럽》                      | 케이트 블란쳇 《블루 재스민》                               |
| 87   | 2015년 2월 22일  | 《버드맨》                         | 알레한드로 곤살레스 이냐리투 《버드맨》                                 | 에디 레드메인 《사랑에 대한 모든 것》                         | 줄리앤 무어 《스틸 앨리스》                                 |
| 88   | 2016년 2월 28일  | 《스포트라이트》                   | 알레한드로 곤살레스 이냐리투 《레버넌트: 죽음에서 돌아온 자》           | 레오나르도 디카프리오 《레버넌트: 죽음에서 돌아온 자》        | 브리 라슨 《룸》                                            |
| 89   | 2017년 2월 26일  | 《문라이트》                       | 데이미언 셔젤 《라라랜드》                                              | 케이시 애플렉 《맨체스터 바이 더 씨》                         | 엠마 스톤 《라라랜드》                                      |
| 90   | 2018년 3월 4일   | 《셰이프 오브 워터: 사랑의 모양》  | 기예르모 델 토르 《셰이프 오브 워터: 사랑의 모양》                      | 게리 올드만 《다키스트 아워》                                 | 프란시스 맥도맨드 《쓰리 빌보드》                           |
| 91   | 2019년 2월 24일  | 《그린 북》                        | 알폰소 쿠아론 《로마》                                                  | 라미 말렉 《보헤미안 랩소디》                                 | 올리비아 콜먼 《더 페이버릿: 여왕의 여자》                  |
| 92   | 2020년 2월 9일   | 《기생충》                         | 봉준호 《기생충》                                                       | 호아킨 피닉스 《조커》                                        | 르네 젤위거 《주디》                                        |
| 93   | 2021년 4월 25일  | 《노매드랜드》                     | 클로이 자오 《노매드랜드》                                              | 앤서니 홉킨스 《더 파더》                                     | 프랜시스 맥도먼드 《노매드랜드》                            |
| 94   | 2022년 3월 27일  | 《코다》                           | 제인 캠피온 《파워 오브 도그》                                          | 윌 스미스 《킹 리차드》                                       | 제시카 차스테인 《타미 페이의 눈》                          |
| 95   | 2023년 3월 12일  | 《에브리씽 에브리웨어 올 앳 원스》 | 다니엘 콴 외 1명 《에브리씽 에브리웨어 올 앳 원스》                     | 브랜든 프레이저 《더 웨일》                                   | 양자경 《에브리씽 에브리웨어 올 앳 원스》                   |
| 96   | 2024년 3월 10일  | 《오펜하이머》                     | 크리스토퍼 놀란 《오펜하이머》                                          | 킬리언 머피 《오펜하이머》                                    | 엠마 스톤 《가여운 것들》                                   |
| 97   | 2024년 3월 2일   | 《아노라》                         | 숀 베이커 《아노라》                                                    | 에이드리언 브로디 《브루탈리스트》                            | 마이키 매디슨 《아노라》                                    |

## 그 외 이야기

### 오스카의 유래
오스카에 대한 여러 가지 설이 있다.
1. 미국 영화예술과학 아카데미협회(AMPAS) 도서관의 사서였다가 훗날 고위직까지 오른 마거릿 헤릭이 1931년 초보 사서 시절 도서관 책상 위에 있는 황금상을 보고 자신의 삼촌 오스카와 닮았다고 말한 것이 기원이라는 설이 있다.
2. 1920년대 할리우드 배우 벳 데이비스가 트로피를 뒤에서 봤을 때 첫 남편 하먼 오스카 넬슨과 똑 닮아 오스카라고 이름을 붙이게 됐다는 이야기도 있다.
3. 1934년 할리우드의 한 칼럼니스트가 글을 쓰다가 아카데미상을 늘 '그 상'(The Statuette)이라고 표현하는데 싫증을 느껴 오스카라는 이름을 고안했다는 설도 있다.[6]

## 같이 보기
- 영화상 목록